# Robertowo (Białoruś)
Robertowo – dawna wieś. Tereny, na których leżała, znajdują się obecnie na Białorusi, w obwodzie witebskim, w rejonie szarkowszczyńskim, w sielsowiecie Radziuki.

## Historia
W czasach zaborów w granicach Imperium Rosyjskiego.
W dwudziestoleciu międzywojennym wieś leżał w Polsce, w województwie wileńskim, w powiecie duniłowickim (od 1926 postawskim), w gminie Łuck (od 1927 gmina Kozłowszczyzna).
Według Powszechnego Spisu Ludności z 1921 roku zamieszkiwało tu 57 osób, wszystkie były wyznania rzymskokatolickiego. Jednocześnie 27 mieszkańców zadeklarowało polską przynależność narodową, a 30 białoruską. Było tu 11 budynków mieszkalnych. W 1931 w 10 domach zamieszkiwało 49 osób.
Miejscowość należała do parafii rzymskokatolickiej w Mosarzu i prawosławnej w Osinogródku. Podlegała pod Sąd Grodzki w Duniłowiczach i Okręgowy w Wilnie; właściwy urząd pocztowy mieścił się w Mosarzu.
W 1938 roku miejscowość należała do gromady Józefowo gminy Kozłowszczyzna.